# Svenja Huber
Svenja Huber (* 23. Oktober 1985 in Mannheim) ist eine ehemalige deutsche Handballspielerin.

## Karriere
Ihre Handballkarriere begann die 1,68 m große Studentin 1992 bei der SG Heddesheim. Ihren größten Erfolg feierte sie dort in der Saison 2001/02, in der sie mit der B-Jugendmannschaft den Süddeutschen Meistertitel errang. Ab der Saison 2002/03 spielte sie bei der TSG Ketsch, mit der sie 2005 in die 1. Bundesliga aufstieg. Zur Spielzeit 2008/09 wechselte die Rechtsaußen zum DJK/MJC Trier, bei der sie einen Zweijahresvertrag unterzeichnete. Nach Vertragsende schloss sich Huber dem Zweitligisten TuS Weibern an, mit dem sie 2012 in die Bundesliga aufstieg. Im Dezember 2013 wechselte sie zum Thüringer HC. Mit dem THC gewann sie 2014, 2015 und 2016 die deutsche Meisterschaft. Ab dem Sommer 2016 stand sie bei Borussia Dortmund unter Vertrag. Zur Saison 2019/20 wechselte sie zu Bayer 04 Leverkusen. Nach der Saison 2021/22 beendete sie ihre Karriere.
Svenja Huber debütierte am 14. Oktober 2006 in Verl für die deutsche Nationalmannschaft gegen die Niederlande. Sie bestritt 54 Länderspiele, in denen sie 171 Tore erzielte. 2018 trat sie aus der Nationalmannschaft zurück.
Huber ist seit der Saison 2023/24 bei Bayer 04 Leverkusen als Co-Trainerin tätig.